# Jacques Cordier (peintre)
Pour les articles homonymes, voir Jacques Cordier et Cordier (homonymie).
Jacques Cordier, né le 11 août 1937 à Bois-Colombes (Hauts-de-Seine) et mort le 12 décembre 1975 à Lyon, est un peintre français.

## Biographie
Jacques Cordier intègre en 1943 l’école communale de la rue Lepic. L'école ne l'intéresse pas à l'exception du dessin où il excelle.
Petit-fils du sculpteur Charles Cordier (1827-1905), il se dirige également vers une carrière d'artiste peintre. Ses parents acceptent ce choix mais à condition qu’il devienne enseignant. Il se forme alors au collège de la rue Manin en préparation spécialisée.

### Les encres de Chine
Ses premiers travaux sont des paysages de Paris et des alentours à l'encre de Chine. Il les expose aux murs des restaurants où travaille son père, notamment au Liberty, cabaret de Gaston Baheux où il vend son premier tableau à Jean Prodhon, propriétaire des parfums Carven. La vente de ses tableaux auprès d'un petit groupe fidélisé lui assurant un revenu régulier, Cordier abandonne ses études pour se concentrer sur son art.
Ses premières feuilles à l’encre de Chine démontrent sa formation artistique. Sa fascination pour les lavis de l’époque Song et Yuan se retrouve dans ses œuvres monochromatiques.
Les paysages retranscrits par les encres de Chine de ses débuts sont majoritairement les rues de Paris et les bords de la Loire, plus tard l'Île de France, la Normandie et la Bretagne mais aussi Nice, Antibes et Saint-Tropez lors de ses vacances dans le Midi.

### Peintures au couteau
Dans les années 1960, Jacques Cordier dépeint le Midi avec des couleurs plus éclatantes en utilisant non plus la brosse mais le couteau.
Il s'en sert pour travailler la lumière dans ses tableaux, en étalant la pâte qu'il gratte, creuse, hachure jusqu'à la finiture de la composition.
Lors de son service militaire, en 1960, il contracte une double pneumonie et est exempté de la guerre d'Algérie.

### Aquarelles et huiles des années 1970
Le 26 mars 1966, il se marie avec Simone Armando-Barbier, fille des propriétaires de l’hôtel de La Ponche à Saint-Tropez. En 1968, ils y ouvrent ensemble leur galerie personnelle. Simone Cordier l'aidera à choisir ses tableaux lors des expositions.
Pendant les années 1970, Jacques Cordier travaille essentiellement à l'aquarelle. Lorsqu'il peint à l'huile, il les travaille comme ses aquarelles pour donner un ton léger à ses tableaux. L'artiste cherche à travers ce support à dépeindre des atmosphères plutôt que des paysages réalistes.
Il meurt le 12 décembre 1975 à Lyon au volant de sa voiture, au moment où sa notoriété commençait à s'affirmer.

## Expositions

### Expositions collectives
- 1958 : Participation au Grand Prix international de peinture, Cannes
- 1958 : Salon des Grands et des Jeunes d’aujourd’hui, Musée d’Art Moderne, Paris
- 1958-1970 : Salon de la Nationale, Paris
- 1963-1970 : Salon des Indépendants, Paris
- 1963-1970 : Salon d’Asnières, Asnières
- 1964 : Salon de la Jeune Peinture, Paris
- 1965 : Salon de l’Art Libre, Paris
- 1966-1970 : Biennale de Trouville
- 1973 : « Saint-Tropez, Peintres d’aujourd’hui », Palais de l’Europe, Menton
- 1988 : « Femmes et Fleurs », Musée de l’Athénée, Genève

### Expositions personnelles
- 1959 : Hôtel de Paris, Monte-Carlo
- 1963 : Galerie La Palette Bleue, Paris
- 1963 : Hôtel de Paris, Monte Carlo
- 1963-1970 : Galerie Romanet, Paris
- 1964 : Galerie Eggleston, New York
- 1966-1970 : Galerie Barry, Saint-Tropez
- 1968 : Galerie de la Méditerranée, Cannes
- 1970 : Galerie Goult, Chicago
- 1971 : Pinacoteca, Galleria d’Arte, Rome
- 1972 : Galerie Seno, Milan
- 1973 : Galerie de l’Ancienne Douane, Strasbourg Galerie Mozart , Metz
- 1974 : Galerie Tallien, Saint-Tropez
- 1977 : Pinacoteca, Galleria d’Arte, Rome
- 1979 : Galerie Marines, Paris
- 1983 : Musée de l’Athénée, Genève
- 1989 : Musée de l’Athénée, Genève
- 1996 : Château de la Messardière, Rétrospective, Saint-Tropez
- 2001 : Itinéraire des lieux inspirés de Jacques Cordier, Saint-Tropez
- 2003 : Galeries Yoshii, Paris
- 2004 : Galerie Yoshii, Tokyo
- 2005 : Fondation Shirakaba, Japon.
- 2006 : Galerie Yoshii, Paris.
- 2008 : Galerie Yoshii, Tokyo.
- 2024 : Villa Montebello, Trouville-sur-Mer[5]

## Décorations
- Médaille de Bronze du Musée d'Art Moderne de la ville de Paris, 1965.
- Prix du "Journal de l'Amateur d'Art", 1966.
- Médaille du Salon de Juvisy, 1968.
- Prix du Salon d'Asnières, 1969.
- Médaille de bronze de la Ville de Rome, 1971.
- Médaille de Bronze exposition New York et Médaille d'Argent exposition Dallas, 1983.
- Médaille d’argent de la Ville de Saint-Tropez, 2001.